# Guerrero-Gletscher
Der Guerrero-Gletscher ist ein 11 km Gletscher im westantarktischen Ellsworthland. Er fließt in den Doyran Heights im südöstlichen Teil der Sentinel Range des Ellsworthgebirges von den südöstlichen Hängen des Mount Havener zur Südseite des Taylor Spur.
Der United States Geological Survey kartierte ihn anhand eigener Vermessungen und mithilfe von Luftaufnahmen der United States Navy zwischen 1957 und 1959. Das Advisory Committee on Antarctic Names benannte ihn 2006 nach dem US-amerikanischen Meteorologen John Francis Guerrero († 2006), der 1957 auf der Südpolstation tätig war.